# کبوتر تیره‌رنگ
 کبوتر تیره‌رنگ (نام علمی: Patagioenas goodsoni) نام یک گونه از سرده کبوتر میدانی آمریکایی است.